# Genoplesium parvicallum
Genoplesium parvicallum är en orkidéart som först beskrevs av Herman Montague Rucker Rupp, och fick sitt nu gällande namn av David Lloyd Jones och Mark Alwin Clements. Genoplesium parvicallum ingår i släktet Genoplesium och familjen orkidéer. Inga underarter finns listade i Catalogue of Life.